# Heliotropium myriophyllum
Heliotropium myriophyllum är en strävbladig växtart som beskrevs av Ignatz Urban. Heliotropium myriophyllum ingår i Heliotropsläktet som ingår i familjen strävbladiga växter. Inga underarter finns listade i Catalogue of Life.